# 크시코스의 우편마차
크시코스의 우편마차는 독일의 작곡가 헤르만 네케가 작곡한 갤럽 춤곡이다. 원래 제목인 ‘치코시 포슈트(헝가리어: Csikós Post 치코시 포슈트[*], IPA: [ˈt͡ʃikoːʃ ˈpoʃt])’는 단순히 ‘우편 마차’라는 뜻이다.
밝고 경쾌한 갤럽풍의 춤곡으로, 피아노곡으로 편곡되어 널리 연주되며, 특히 어린이 연주곡으로 유명하다. 아동문학가 어효선이 가사를 붙인 동요로도 알려져 있으며, 이는 합창곡으로도 편곡되어 있다. 우리나라에서는 휴대폰 벨소리인 생쥐송으로도 유명하고, 일본에서는 운동회에서 응원가로 널리 부르고 있다. 1990년대 이후로는 열혈고교 으라차차 대운동회 등의 여러 컴퓨터 게임 배경 음악으로 편곡되었다. 2010년대에서는 러시 앤 캐쉬와 같은 광고에 쓰이기도 하였다.